# Factor de guany d'energia de fusió

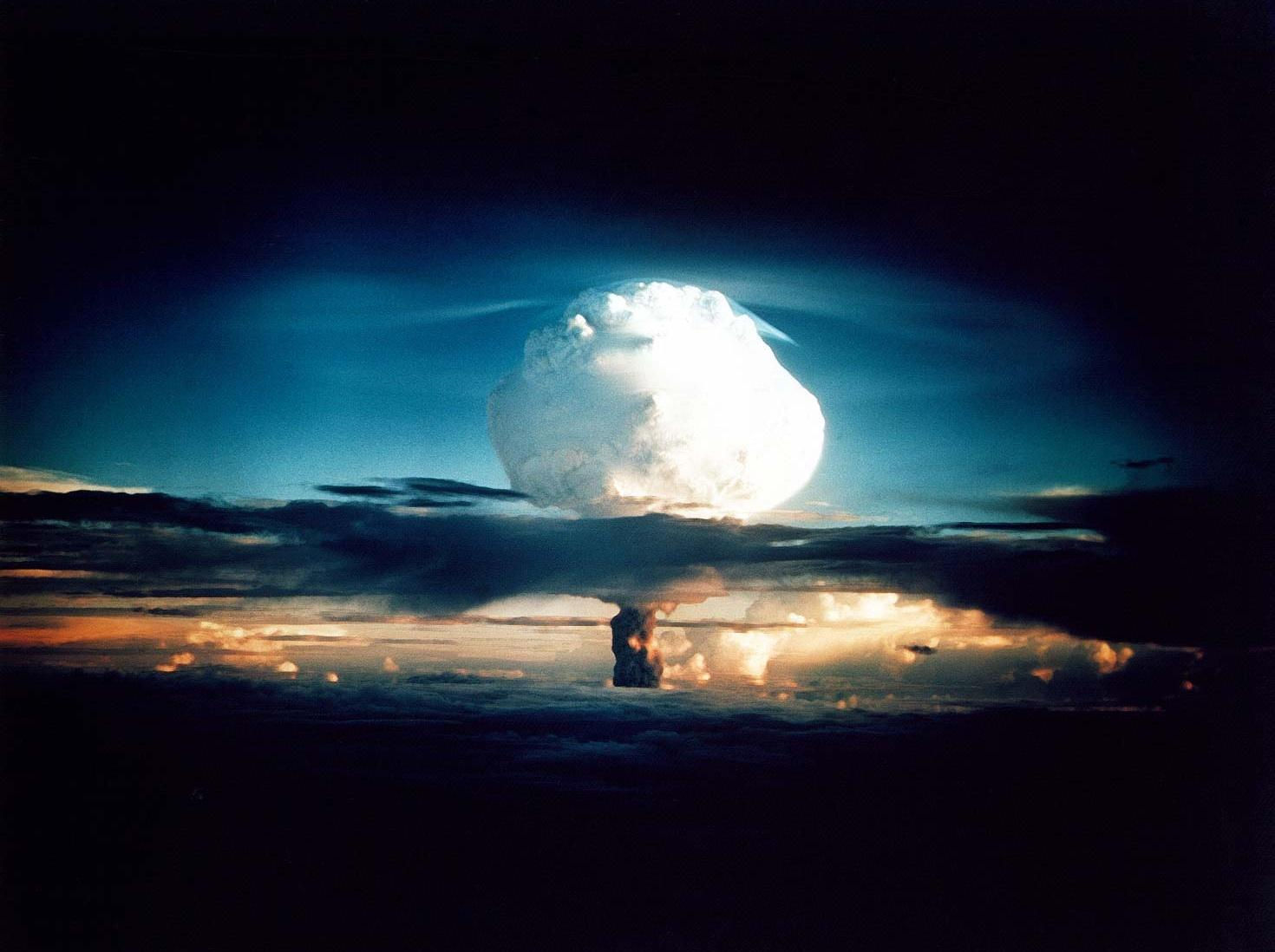
L'explosió de la bomba d'hidrogen d'Ivy Mike. La bomba d'hidrogen va ser el primer dispositiu capaç d'aconseguir un factor de guany d'energia de fusió significativament més gran que 1.

Un factor de guany d'energia de fusió, que normalment s'expressa amb el símbol Q, és la relació entre la potència de fusió produïda en un reactor de fusió nuclear i la potència necessària per mantenir el plasma en estat estacionari. La condició de Q = 1, quan la potència alliberada per les reaccions de fusió és igual a la potència de calefacció necessària, es coneix com a punt d'equilibri o, en algunes fonts, punt d'equilibri científic.

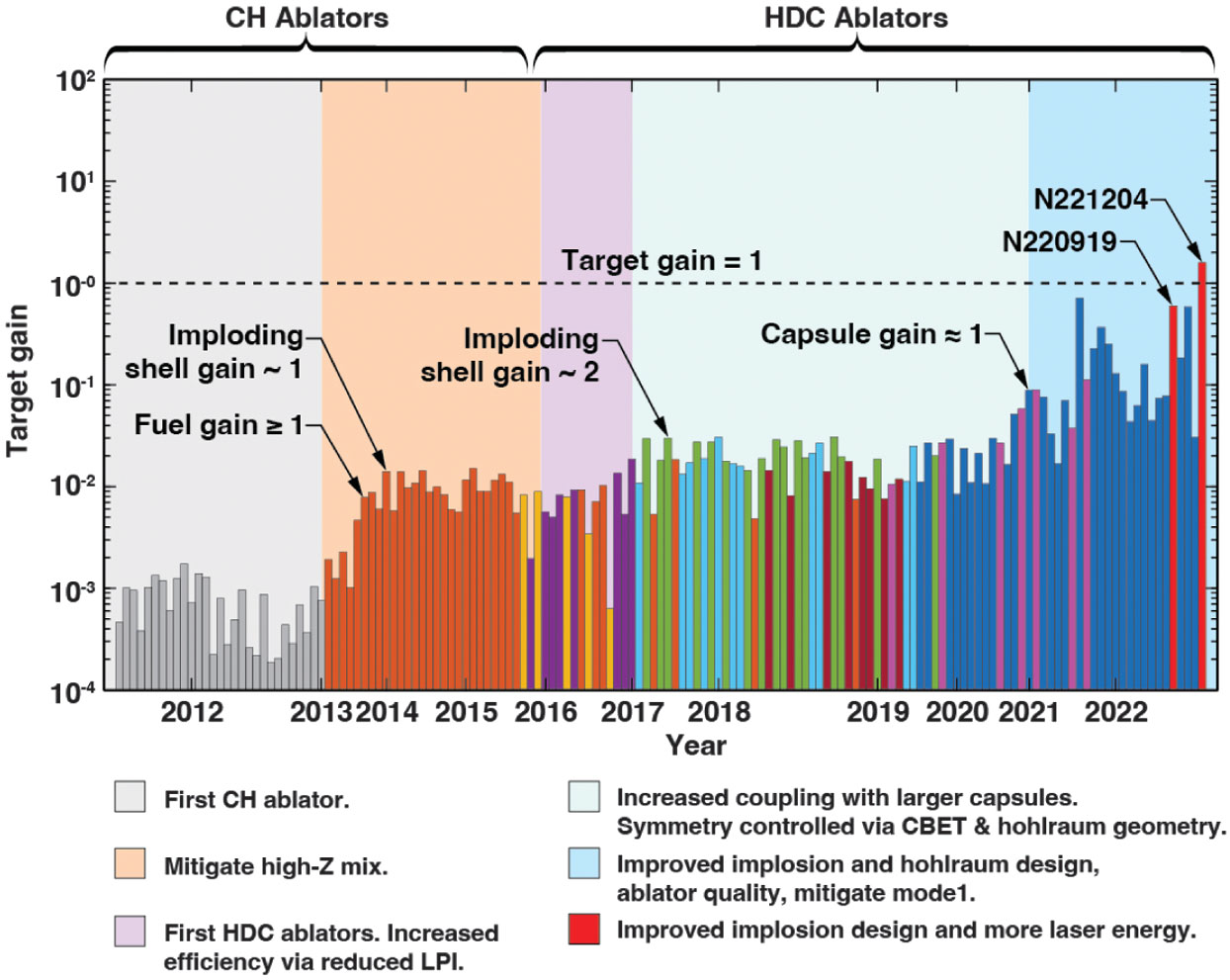
Factor de guany objectiu representat gràficament en funció del número d'experiment per a experiments de fusió inercial a la National Ignition Facility. Els factors de guany es mostren en una escala logarítmica. Les etiquetes horitzontals marquen el començament de cada any. El color de les barres estretes representa diferents dissenys d'implosió, i la línia horitzontal discontínua representa un factor de guany objectiu d'1, també conegut com a punt d'equilibri científic, la definició d'ignició de l'Acadèmia Nacional de Ciències.

L'energia alliberada per les reaccions de fusió pot ser capturada dins del combustible, provocant un autoescalfament. La majoria de les reaccions de fusió alliberen almenys part de la seva energia en una forma que no es pot capturar dins del plasma, de manera que un sistema a Q = 1 refredarà sense calefacció externa. Amb combustibles típics, no s'espera que l'autoescalfament en reactors de fusió coincideixi amb les fonts externes fins almenys Q ≈ 5. Si Q augmenta més enllà d'aquest punt, l'augment de l'autoescalfament finalment elimina la necessitat d'escalfament extern. En aquest punt, la reacció esdevé autosostenible, una condició anomenada ignició, i generalment es considera molt desitjable per a dissenys pràctics de reactors. La ignició correspon a una Q infinita.
Amb el temps, diversos termes relacionats han entrat al lèxic de fusió. L'energia que no es captura dins del combustible es pot capturar externament per produir electricitat. Aquesta electricitat es pot utilitzar per escalfar el plasma a temperatures operatives. Un sistema que s'autoalimenta d'aquesta manera es coneix com que funciona al punt d'equilibri d'enginyeria. Funcionant per sobre del punt d'equilibri d'enginyeria, una màquina produiria més electricitat de la que utilitza i podria vendre aquest excés. Una que ven prou electricitat per cobrir els seus costos operatius de vegades es coneix com a punt d'equilibri econòmic. A més, els combustibles de fusió, especialment el triti, són molt cars, per la qual cosa molts experiments es realitzen amb diversos gasos de prova com l'hidrogen o el deuteri. Un reactor que funciona amb aquests combustibles i que arriba a les condicions del punt d'equilibri si s'hi introduís triti es diu que té un punt d'equilibri extrapolat.
El rècord actual de Q més alt en un tokamak (tal com es va registrar durant la fusió DT real) va ser establert per JET amb Q = 0,67 el 1997. El rècord de Q ext (el valor teòric de Q de la fusió DT extrapolat a partir dels resultats de DD) en un tokamak el té JT-60, amb Q ext = 1,25, superant lleugerament l'anterior Q ext = 1,14 de JET. El desembre de 2022, la National Ignition Facility, o NIF, una instal·lació de confinament inercial, va assolir Q = 1,54 amb una sortida de 3,15 MJ d'un escalfament làser de 2,05 MJ. El NIF va aconseguir la ignició set vegades. El guany més alt A 2025  de Q = 4,13 va produir 8,6 MJ a partir de 2,08 MJ d'energia làser.

## Concepte
Q  és simplement la comparació de la potència alliberada per les reaccions de fusió en un reactor, Pfus, amb la potència de calefacció constant subministrada, Pheat, en condicions normals de funcionament. Per a aquells dissenys que no funcionen en estat estacionari, sinó que es pulsen, es pot fer el mateix càlcul sumant tota l'energia de fusió produïda en P fus i tota l'energia gastada produint el pols en Pheat.  Tanmateix, hi ha diverses definicions de punt d'equilibri que tenen en compte les pèrdues de potència addicionals.

### Punt d'equilibri
El 1955, John Lawson va ser el primer a explorar en detall els mecanismes del balanç energètic, inicialment en obres classificades però publicades obertament en un article ara famós del 1957. En aquest article, va considerar i refinar el treball d'investigadors anteriors, en particular Hans Thirring, Peter Thonemann, i un article de revisió de Richard Post. Ampliant tots aquests aspectes, l'article de Lawson va fer prediccions detallades sobre la quantitat d'energia que es perdria a través de diversos mecanismes i la va comparar amb l'energia necessària per mantenir la reacció. Aquest equilibri es coneix avui dia com el criteri de Lawson.
En un disseny de reactor de fusió reeixit, les reaccions de fusió generen una quantitat d'energia designada com a P fus. Una part d'aquesta energia, la pèrdua de P, es perd a través de diversos mecanismes, principalment per convecció del combustible a les parets de la cambra del reactor i per diverses formes de radiació que no es poden capturar per generar energia. Per tal de mantenir la reacció, el sistema ha de proporcionar calefacció per compensar aquestes pèrdues, on la pèrdua de P = la calor P per mantenir l'equilibri tèrmic.
La definició més bàsica del punt d'equilibri és quan Q = 1, és a dir, P fus = P heat.

### Punt d'equilibri científic
Amb el temps, es van proposar nous tipus de dispositius de fusió amb diferents sistemes operatius. Cal destacar el concepte de fusió per confinament inercial, o ICF. Els enfocaments magnètics, MCF per abreujar, generalment estan dissenyats per operar en estat (quasi) estacionari. És a dir, el plasma es manté en condicions de fusió durant escales de temps molt més llargues que les reaccions de fusió, de l'ordre de segons o minuts. L'objectiu és permetre que la major part del temps del combustible experimenti una reacció de fusió. En canvi, les reaccions ICF només duren un temps de l'ordre de desenes de reaccions de fusió, i en canvi intenten garantir que les condicions siguin tals que la major part del combustible es fusioni fins i tot en aquest període de temps tan curt. Per fer-ho, els dispositius ICF comprimeixen el combustible a condicions extremes, on les reaccions d'autoescalfament es produeixen molt ràpidament.
En un dispositiu MCF, el plasma inicial es configura i es manté mitjançant grans imants, que en els dispositius superconductors moderns requereixen molt poca energia per funcionar. Un cop configurat, l'estat estacionari es manté injectant calor al plasma amb diversos dispositius. Aquests dispositius representen la gran majoria de l'energia necessària per mantenir el sistema en funcionament. També són relativament eficients, i potser fins a la meitat de l'electricitat que hi consumeixen acaba com a energia al plasma. Per aquest motiu, la calor P en estat estacionari és força similar a tota l'energia que s'introdueix al reactor, i l'eficiència dels sistemes de calefacció generalment s'ignora. Quan es considera l'eficiència total, generalment no forma part del càlcul de Q, sinó que s'inclou en el càlcul del punt d'equilibri d'enginyeria, Q eng (vegeu més avall).
En canvi, en els dispositius ICF l'energia necessària per crear les condicions requerides és enorme, i els dispositius que ho fan, normalment làsers, són extremadament ineficients, al voltant de l'1%. Si s'utilitzés una definició similar de P calor, és a dir, tota l'energia que s'introdueix al sistema, els dispositius ICF serien extremadament ineficients. Per exemple, el NIF utilitza més de 400 MJ (0.11 MWh) d'energia elèctrica per produir una sortida de 3.15 MJ (0.00088 MWh), una proporció de 127 a 1. A diferència de la MCF, aquesta energia s'ha de subministrar per desencadenar cada reacció, no només per posar en marxa el sistema.
Els defensors de l'ICF assenyalen que es podrien utilitzar "impulsors" alternatius que millorarien aquesta ràtio almenys deu vegades. Si s'intenta entendre les millores en el rendiment d'un sistema ICF, aleshores no és el rendiment dels controladors el que és interessant, sinó el rendiment del procés de fusió en si. Per tant, és típic definir la calor P per als dispositius ICF com la quantitat d'energia del controlador que realment colpeja el combustible, aproximadament 2 MJ (0.56 kWh) en el cas del NIF. Usant aquesta definició de calor P, s'arriba a una Q d'1,5. Aquesta és, en última instància, la mateixa definició que la que s'utilitza a MCF, però les pèrdues aigües amunt són més petites en aquests sistemes i no cal fer cap distinció.
Per aclarir aquesta distinció, les obres modernes sovint es refereixen a aquesta definició com a punt d'equilibri científic, Q sci o, de vegades, Q plasma, per contrastar-la amb termes similars.

### Punt d'equilibri extrapolat
Des de la dècada del 1950, la majoria dels dissenys de reactors de fusió comercials s'han basat en una barreja de deuteri i triti com a combustible principal; altres combustibles tenen característiques atractives però són molt més difícils d'encendre. Com que el triti és radioactiu, altament bioactiu i altament mòbil, representa un problema de seguretat important i augmenta el cost de dissenyar i operar un reactor d'aquest tipus.

### Punt d'equilibri d'enginyeria
Un altre terme relacionat, el punt d'equilibri d'enginyeria, que es denota Q E, Q eng o Q total segons la font, considera la necessitat d'extreure l'energia del reactor, convertir-la en energia elèctrica i retornar-ne part al sistema de calefacció. Aquest circuit tancat que envia l'electricitat de la fusió de tornada al sistema de calefacció es coneix com a recirculació. En aquest cas, la definició bàsica canvia afegint termes addicionals al costat P fus per considerar les eficiències d'aquests processos.
A continuació, la manta es refreda i el fluid refrigerant s'utilitza en un intercanviador de calor que impulsa turbines i generadors de vapor convencionals. Aquesta electricitat es retorna al sistema de calefacció.  Cadascun d'aquests passos de la cadena de generació té una eficiència a tenir en compte. En el cas dels sistemes de calefacció per plasma, {\displaystyle \eta _{heat}} és de l'ordre del 60 al 70%, mentre que els sistemes de generadors moderns basats en el cicle de Rankine tenen {\displaystyle \eta _{elec}} al voltant del 35 al 40%. Combinant això, obtenim l'eficiència neta del bucle de conversió de potència en conjunt, {\displaystyle \eta _{NPC}}, d'uns 0,20 a 0,25. És a dir, aproximadament entre el 20 i el 25% de {\displaystyle P_{R}} es pot recircular.
Així doncs, el factor de guany d'energia de fusió necessari per assolir el punt d'equilibri d'enginyeria es defineix com:  {\displaystyle Q_{E}\equiv {\frac {P_{\text{fus}}}{P_{\text{heat}}}}={\frac {1}{\eta _{\text{heat}}\cdot f_{\text{recirc}}\cdot \eta _{\text{elec}}\cdot (1-f_{\text{ch}})}}}

### Ignició
A mesura que augmenta la temperatura del plasma, la velocitat de les reaccions de fusió creix ràpidament i, amb ella, la velocitat d'autoescalfament. En canvi, les pèrdues d'energia no capturables com els raigs X no creixen al mateix ritme. Així, en termes generals, el procés d'autoescalfament esdevé més eficient a mesura que augmenta la temperatura i es necessita menys energia de fonts externes per mantenir-lo calent.

### Punt d'equilibri comercial
La definició final de punt d'equilibri és el punt d'equilibri comercial, que es produeix quan el valor econòmic de qualsevol electricitat neta restant després de la recirculació és suficient per pagar el reactor i tots els processos per recollir i transportar reactius, com el triti i el deuteri, al reactor. Aquest valor depèn tant del cost de capital del reactor com de qualsevol cost de finançament relacionat amb aquest, els seus costos operatius, incloent-hi el combustible i el manteniment, i el preu spot de l'energia elèctrica.
El punt d'equilibri comercial depèn de factors externs a la tecnologia del reactor en si, i és possible que fins i tot un reactor amb un plasma completament encès que funcioni molt més enllà del punt d'equilibri d'enginyeria no generi prou electricitat amb prou rapidesa per amortitzar-se. S'està debatent sobre si algun dels conceptes principals com l'ITER pot assolir aquest objectiu. Una de les principals raons d'aquests debats és l'actual manca de tecnologia i la manca d'interès i finançament en la zona en la seva fase actual. Els científics tot just han arribat al punt del procés de fusió on tenen un guany d'energia positiu, és a dir, que l'energia produïda és lleugerament superior a l'energia necessària per iniciar el procés de fusió; aquesta proporció s'anomena factor Q. Els científics i els físics nuclears estan segurs que hi ha una quantitat màxima d'energia que es pot aprofitar i obtenir de les reaccions de fusió, però actualment es desconeix la quantitat màxima.  Amb prou inversió, és possible augmentar el factor Q i crear un augment definitiu de l'energia i els beneficis, però això no vol dir que sigui suficient per assolir el punt d'equilibri comercial. És molt possible que el factor Q no superi mai el punt d'equilibri comercial.

## Exemple pràctic
La majoria dels dissenys de reactors de fusió que s'estudien A 2017  es basen en la reacció DT, ja que aquesta és, amb diferència, la més fàcil d'encendre i té molta energia.  Aquesta reacció desprèn la major part de la seva energia en forma d'un únic neutró altament energètic, i només un 20% de l'energia en forma d'un neutró alfa. Així, per a la reacció DT, f ch = 0,2. Això significa que l'autoescalfament no s'iguala a l'escalfament extern fins que Q sigui com a mínim = 5.
Els valors d'eficiència depenen dels detalls de disseny, però poden estar en el rang de η calor = 0,7 (70%) i η elec = 0,4 (40%). El propòsit d'un reactor de fusió és produir energia, no recircular-la, per la qual cosa un reactor pràctic ha de tenir f recirc = 0,2 aproximadament. Més baix seria millor, però serà difícil d'aconseguir. Utilitzant aquests valors, trobem per a un reactor pràctic Q = 22.
Utilitzant aquests valors i considerant l'ITER, el reactor produeix 500 MW de potència de fusió per a 50 MW de subministrament. Si el 20% de la producció s'escalfa per si sol, això significa 400 MW nets. Suposant el mateix η calor = 0,7 i η elec = 0,4, l'ITER (en teoria) podria produir fins a 112 MW d'electricitat. Això significa que l'ITER funcionaria amb un punt d'equilibri d'enginyeria. Tanmateix, l'ITER no està equipat amb sistemes d'extracció d'energia, per la qual cosa això continua sent teòric fins a màquines posteriors com DEMO.